# Bonin (Poznań)

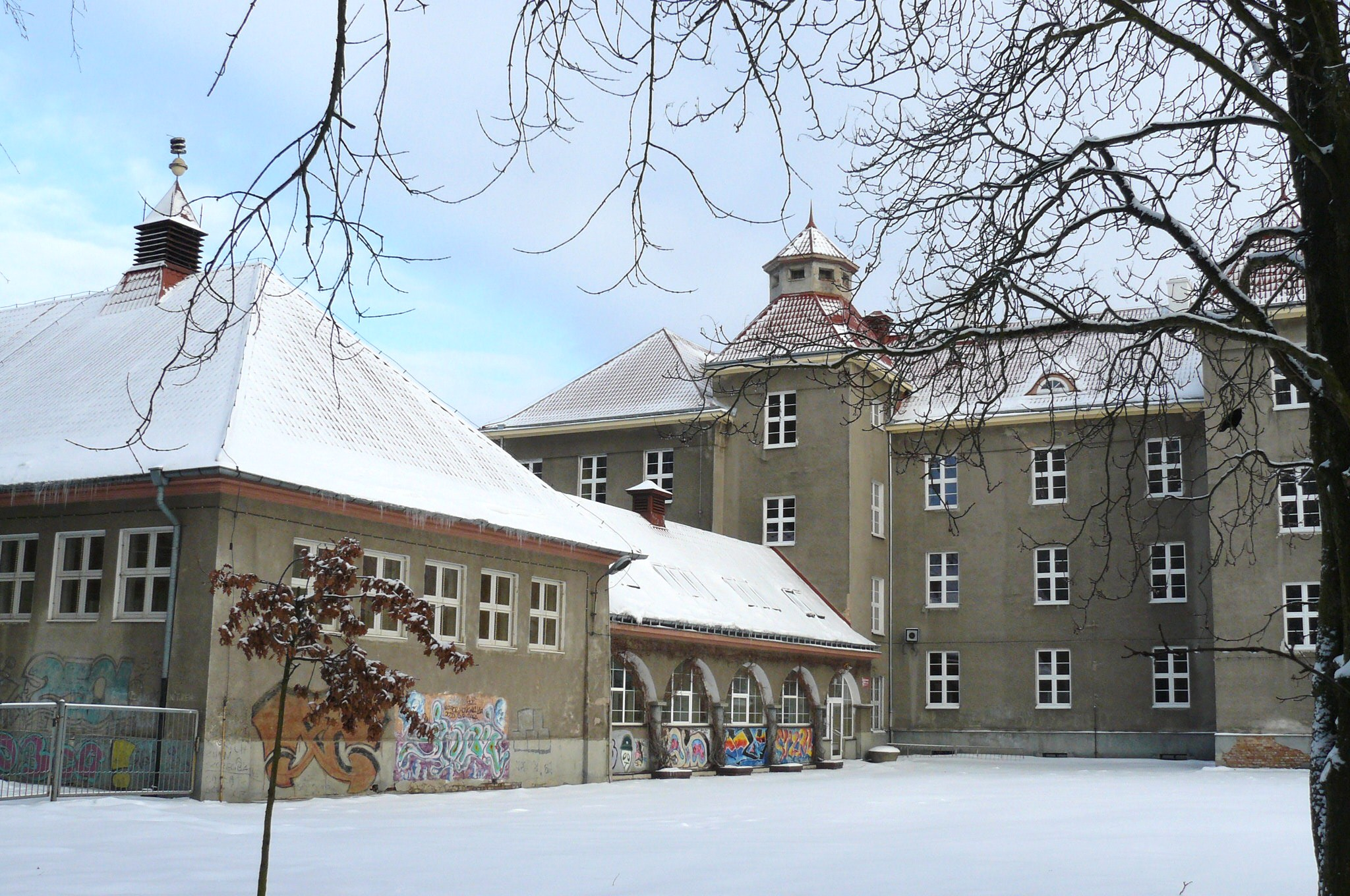
Szkoła na Boninie wybudowana na PWK

Bonin – część osiedla Winiary w północno-zachodniej części Poznania, obecnie jednak utożsamiana z samodzielną jednostką osadniczą. Sama ulica Bonin nosiła dawniej nazwę Podgórna, ale po przyłączeniu Winiar i Bonina do Poznania w 1925 nazwę zmieniono na obecną (1926).

## Obszar
W przybliżeniu, za teren Bonina uważa się obszar znajdujący się między Trasą Niestachowską (ul. Witosa) na zachodzie, doliną Wierzbaka na północy, ulicą Winiarską i linią tramwajową na Piątkowską na wschodzie oraz ulicą Szydłowską na południu. W tej sytuacji Bonin graniczy z Winiarami na północy i wschodzie, z Sołaczem na południu i Golęcinem na zachodzie.

## Historia
Folwark Bonin zakupiło miasto w 1549, kiedy znajdował się on jeszcze w starym położeniu, na Wzgórzu Winiarskim. W 1819 liczył 84 mieszkańców. Na obecne miejsce Winiary (a tym samym i Bonin) przeniosły w 1830 roku władze pruskie. Miało to związek z budową na Wzgórzu Winiarskim cytadeli. Przed Powszechną Wystawą Krajową w 1929 na terenie Bonina powstało schronisko turystyczne dla wycieczek odwiedzających Poznań. Po zakończeniu PWK zostało ono przekształcone na szkołę i rolę tę pełni do dziś (ul. Widna). W latach 70. XX w. powstały na Boninie wielokondygnacyjne bloki mieszkalne (zarówno punktowce, jak i tzw. deski). Osiedle to zostało na przełomie XX i XXI wieku dodatkowo dogęszczone poprzez budowę apartamentowca. Uzupełnienie zabudowy mieszkaniowej stanowi część Bonina zajęta przez domy jednorodzinne (ulice: Prześwit, Szydłowska, Lazurowa, Błękitna). W tej części miasta nie występuje przemysł ani większy biznes.
Z Boninem związana jest postać Stanisława Kudlińskiego (1915–2010) – właściciela miejscowego zakładu kowalskiego, specjalizującego się w kowalstwie artystycznym. Z tej firmy pochodziły m.in. kraty do wot, gabloty ogłoszeń, lampy, płoty i drzwiczki w winiarskim kościele św. Stanisława Kostki. W czasie okupacji hitlerowskiej działał w podziemiu, za co został skierowany do obozu koncentracyjnego Mauthausen. Przeżył wojnę i wrócił stamtąd do Poznania na rowerze, który po jego śmierci w 2010 przekazano do muzeum obozowego jako eksponat.

## Współcześnie
Na Boninie funkcjonują dwa ośrodki handlowe i mniejsze sklepy. Oprócz tego jest szkoła, przystanek tramwajowy MPK Poznań Bonin (trasa na Piątkowską, kursuje linia 11), kładka dla pieszych nad ul. Witosa, a także liczna, chaotyczna zabudowa garażowa w dolinie Wierzbaka, mająca wpływ na degradację krajobrazową okolicy.

## Toponimia
Nazwy ulic na terenie Bonina reprezentują przede wszystkim jedną grupę toponimiczną – od nazw barw i zjawisk świetlnych (np. ulice Turkusowa, Lazurowa, Widna, Prześwit, Błękitna). Oprócz tego istnieją ulice, reprezentujące stare nazewnictwo, sprzed budowy osiedli – Bonin, Kowalska.

## Ważniejsze miejsca
- Instytut Technologii Drewna w Poznaniu – członek IUFRO. Przy Instytucie stoją dwa głazy pamiątkowe ku czci: prof. dr Mikołaja Kwinichidze (1889–1968, gleboznawcy związanego z UP) i prof. dr Feliksa Terlikowskiego (1919–1951), założyciela Katedry Gleboznawstwa UAM). Pomniki postawiono w 1985 z inicjatywy senatu i rektoratu UP.